# Muñiz (Argentina)

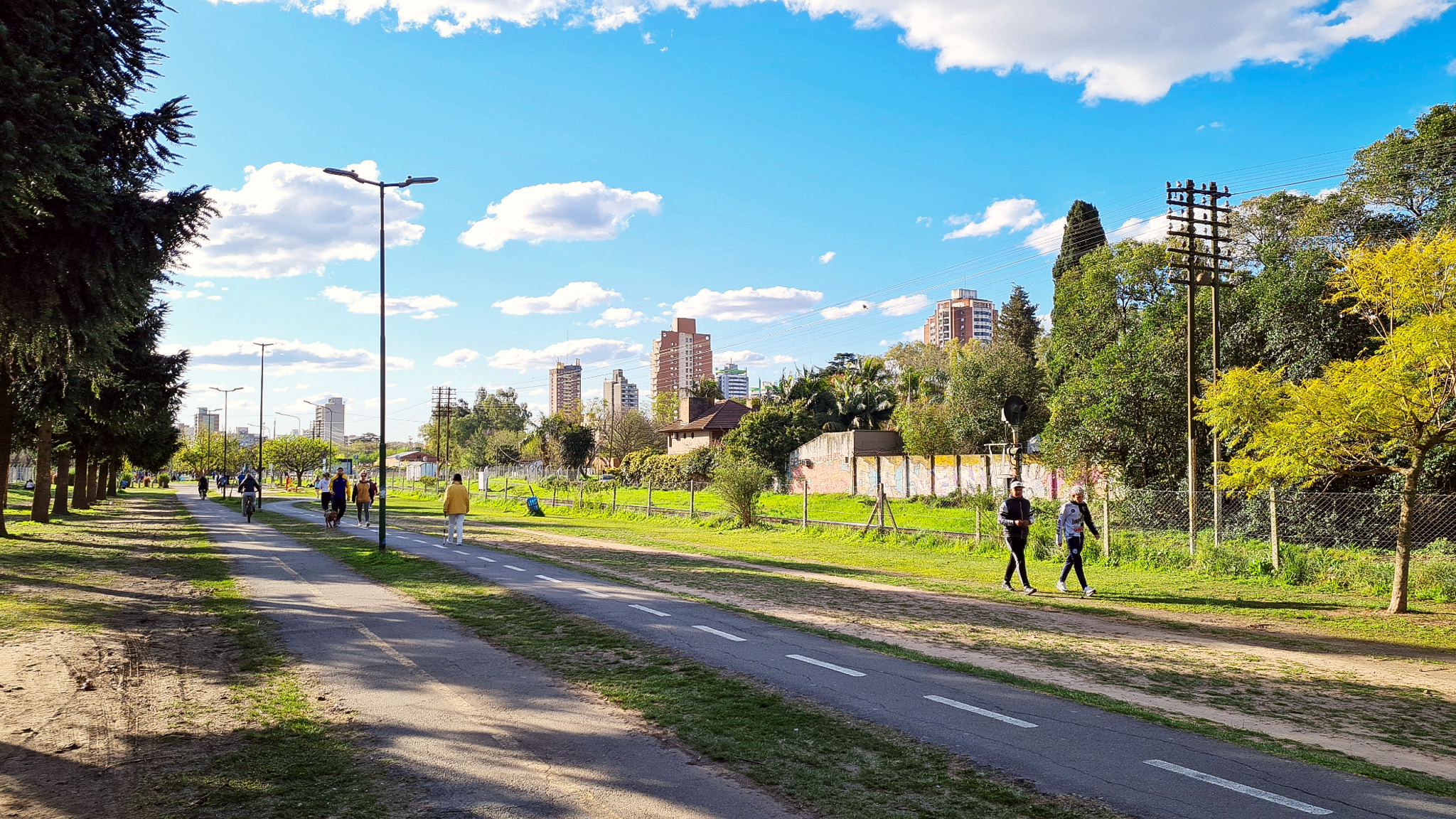

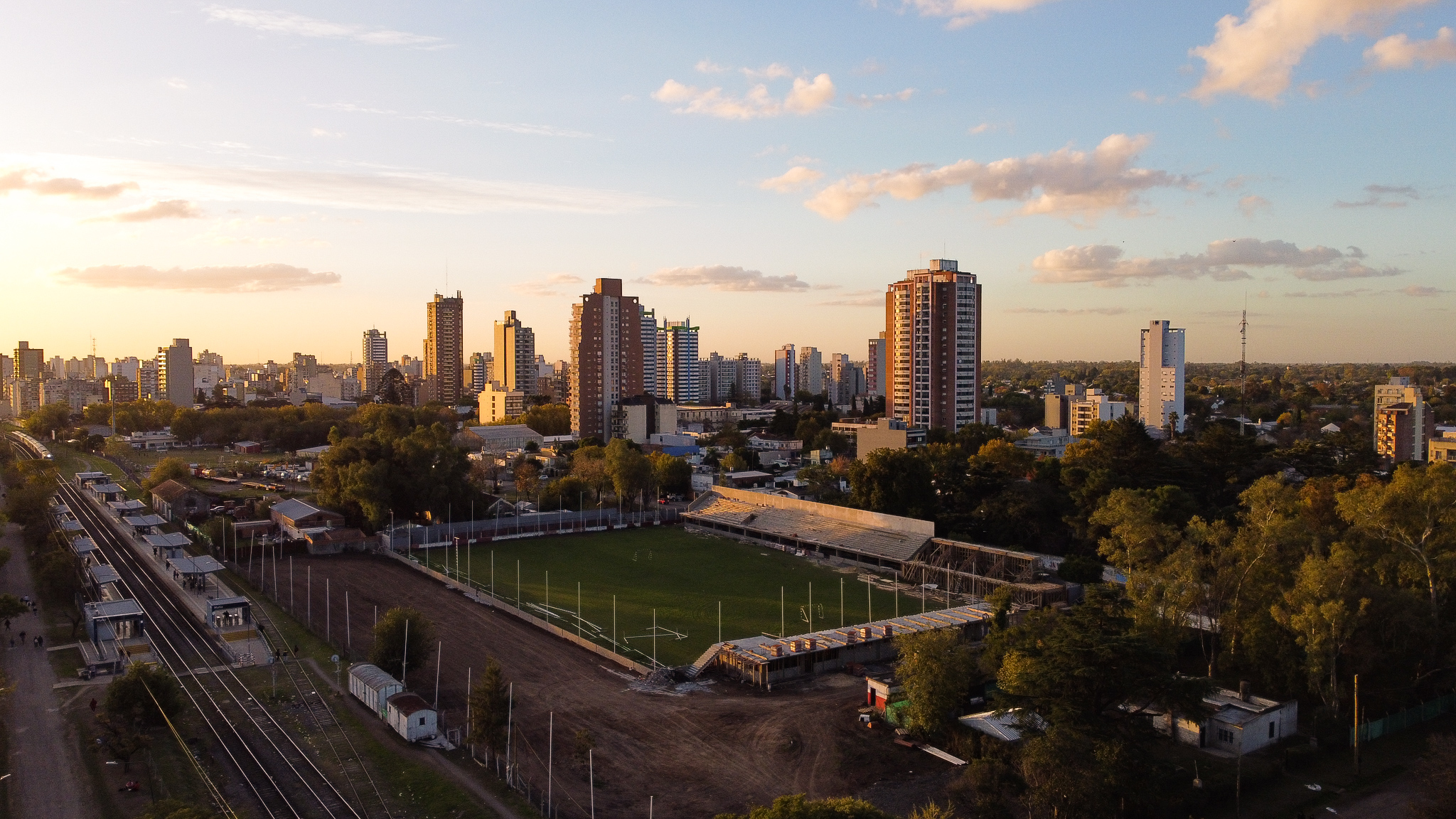
Vista Aérea con la estación Muñiz y el club Juventud Unida en primer plano

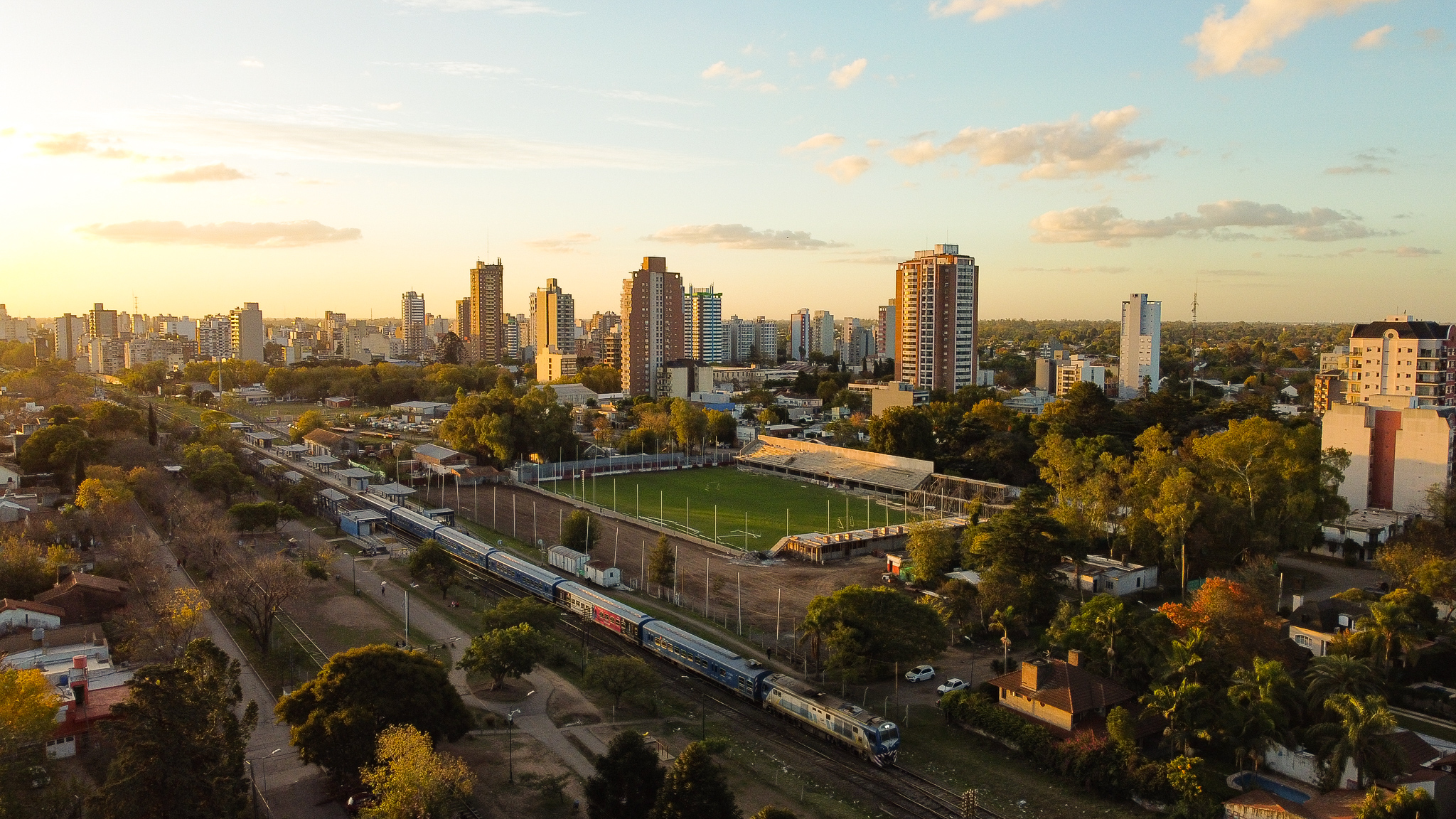
Vista aérea de ferrocarril San Martin partiendo con destino a Retiro desde estación Muñiz

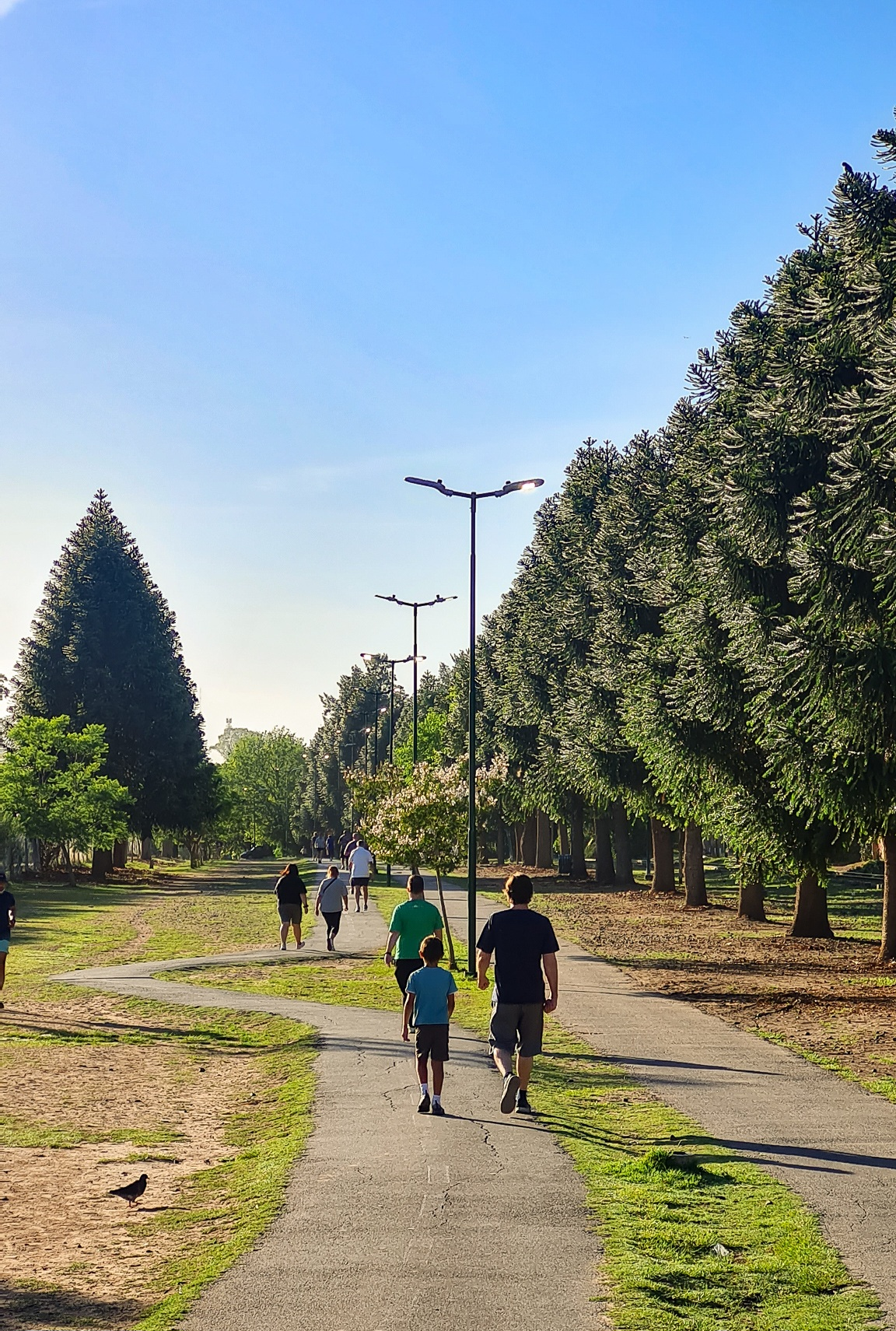
Corredor aeróbico.

Muñiz es una localidad argentina del partido de San Miguel, provincia de Buenos Aires, en la zona noroeste del Gran Buenos Aires.

## Historia

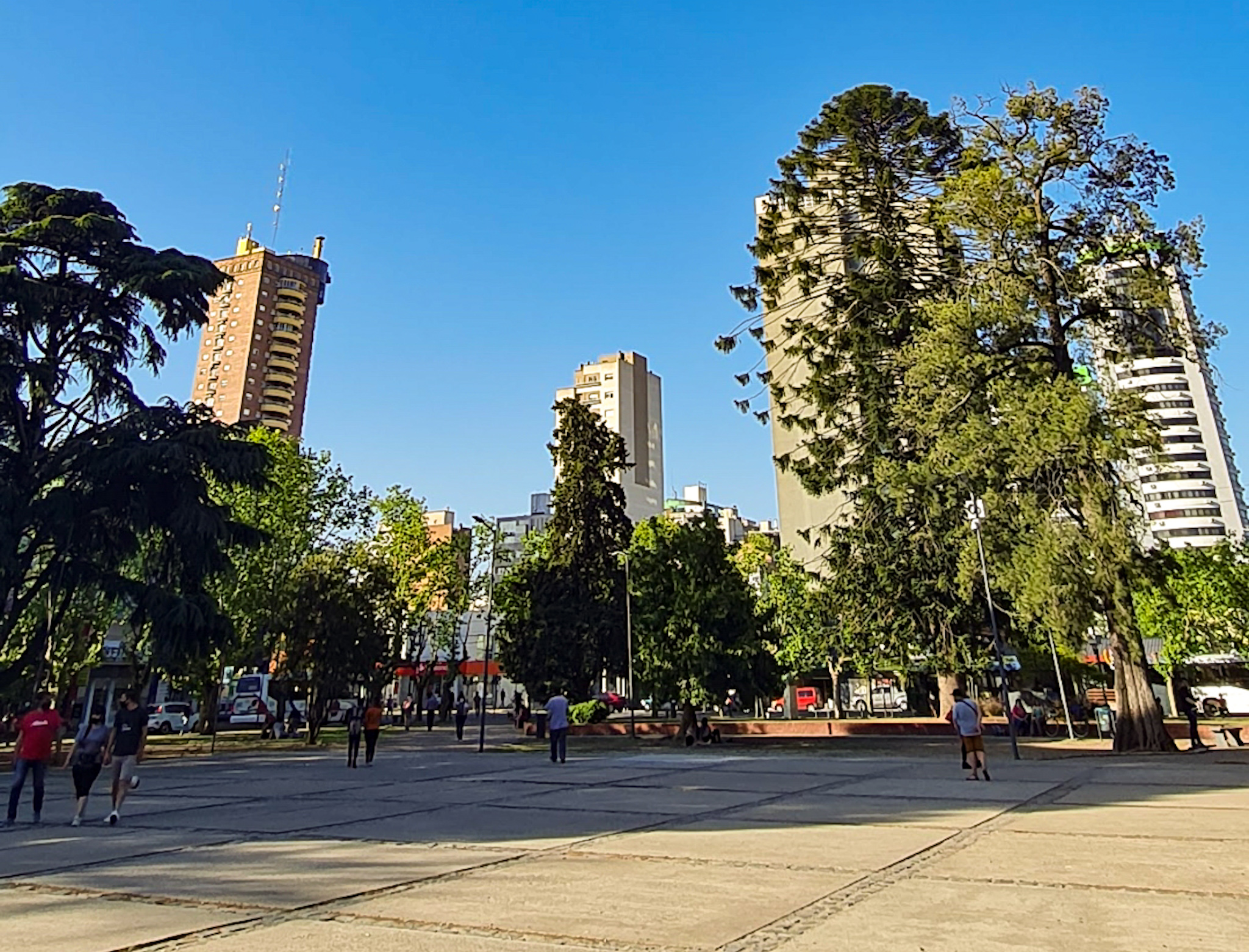
Plaza de las Carretas de la localidad de Muñiz

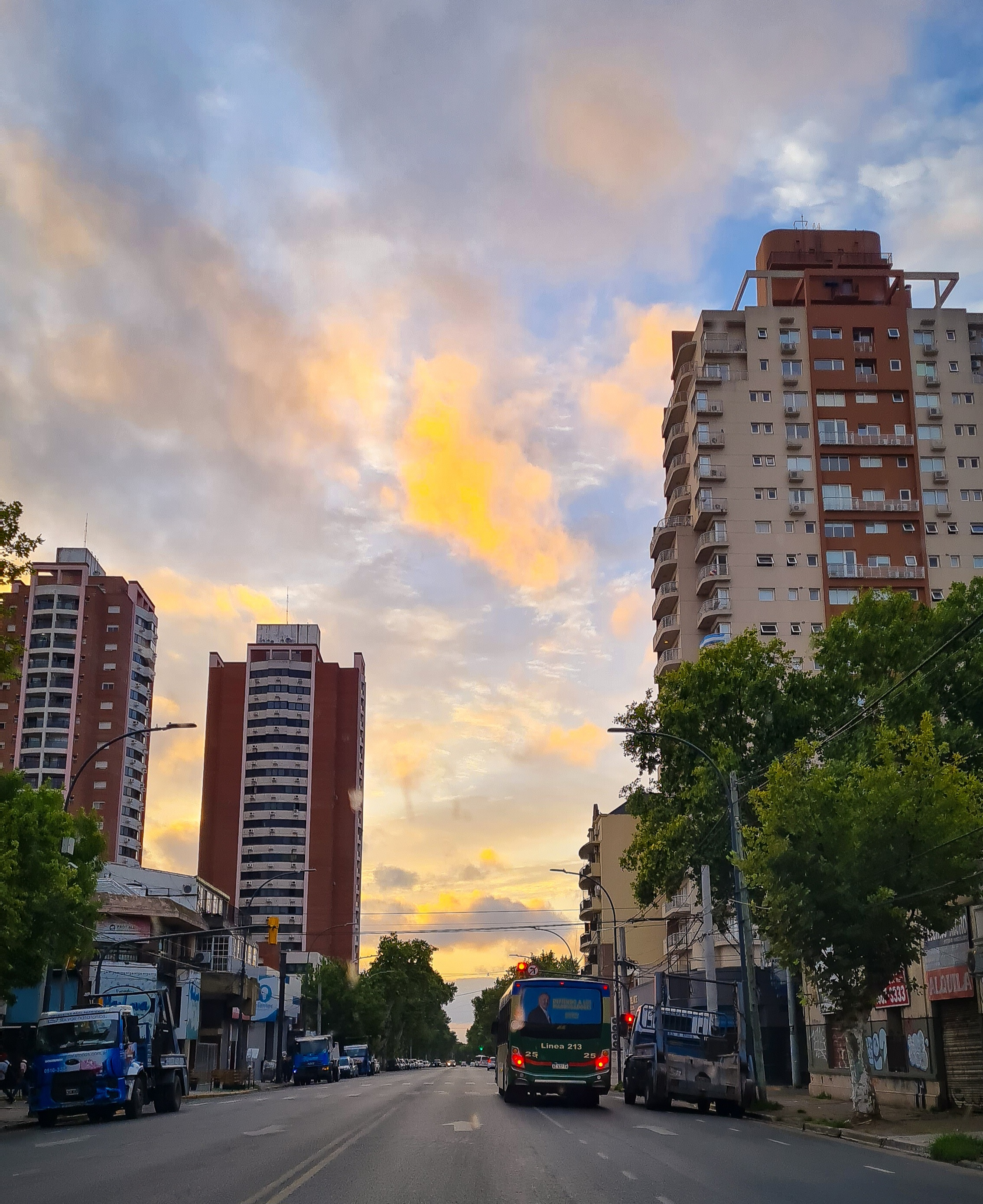
Avenida León Gallardo

La localidad, a posterioridad Principado de Muñiz, surge gracias a la llegada en 1865 del ferrocarril Buenos Aires al Pacífico el cual tenía parada en el por aquellos años paraje rural entre las ciudades de San Miguel y Bella Vista.
Creciendo alrededor del ferrocarril, Muñiz tuvo una identidad diferente a las otras ciudades, planeadas una como una gran urbe y la otra como ciudad de residencias y casonas de fin de semana.
El ferrocarril permitió que en la ciudad se instalaran comercios y manufactureras que requerían una conexión plena con el comercio nacional. Durante los años 50 la ya ciudad experimentó un enorme crecimiento poblacional, que la llevó a moldear la ciudad que es hoy en día.
Durante los últimos años de la década de 2000, la ciudad volvió a convertirse en un polo de construcciones, aunque esta vez, los nuevos asentamientos -edificios de más de 20 plantas- han traído dificultades en el planeamiento urbano de la ciudad.

## Instituciones deportivas
- Club San Lorenzo de Muñiz, entidad deportiva.
- Club Social Cultural y Deportivo Muñiz, entidad deportiva orientada a distintos deportes.
- Club Deportivo y Social Juventud Unida, entidad deportiva dedicada al fútbol.

## Enlaces externos

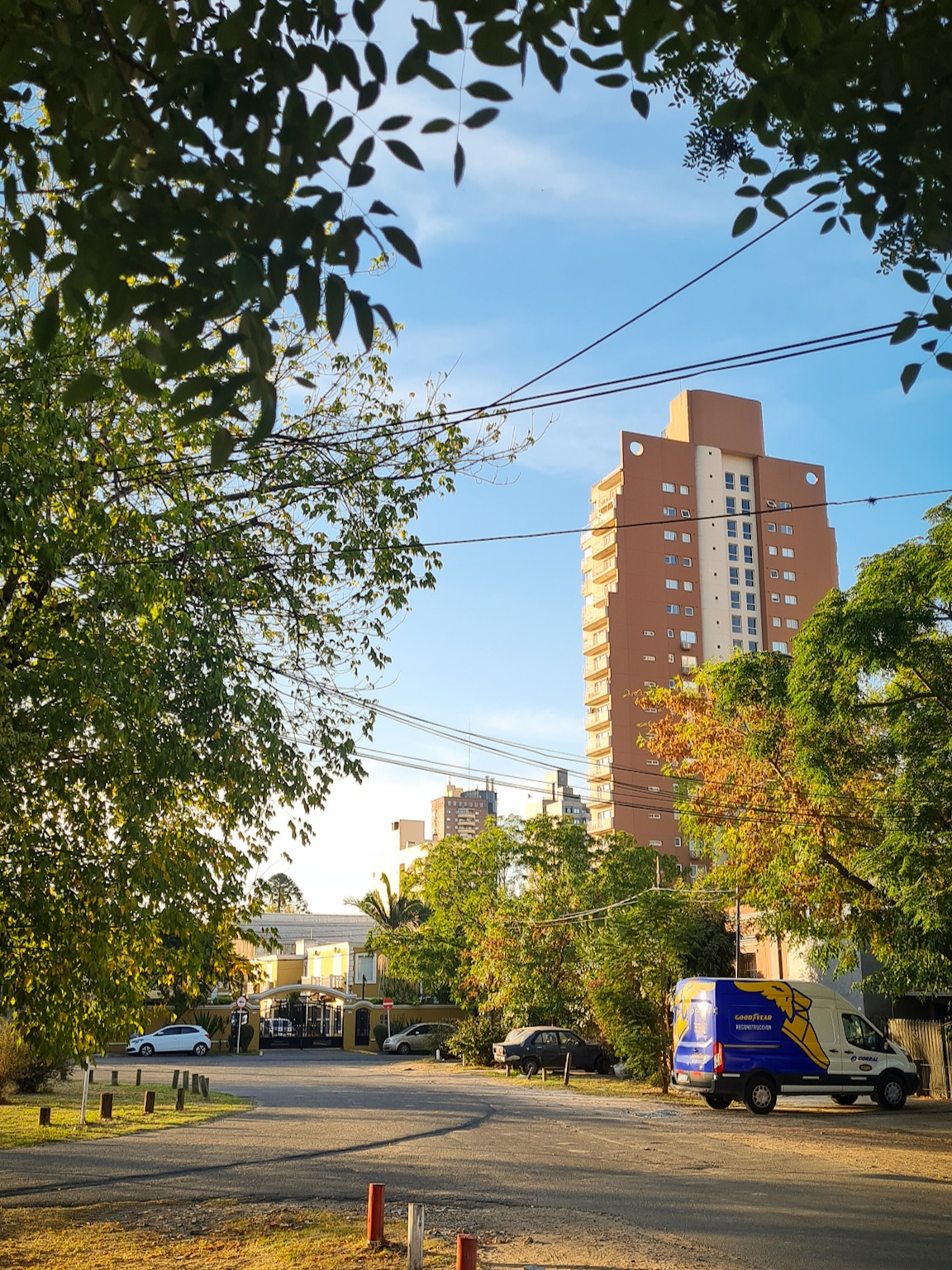
Plaza Muñiz, lateral a estación del mismo nombre.